# ローマンタン
ローマンタン(ネパール語: लोमान्थाङ)は、ネパール連邦民主共和国ダウラギリ県ムスタン郡の町。2008年まではネパール領内の自治邦であるムスタン王国の首都だった。
標高3,760mの城郭都市で、周囲1km、高さ11m〜15mの塀で囲まれている。チベット語で、「薬草の豊かな町」という意。人口は876人、住宅数は178（1999年)。
1350年、ムスタン王国の初代国王アメパルによってつくられた。チベットの岩塩をインドへ運ぶ「塩の道」の中継地点として栄える。城壁内部は、ゾンと呼ばれ、藩王の王宮のほか、チベット仏教寺院およびゴンパ(僧院)があり宗教的な意味合いもある。さらに城壁を取り囲むようにチベットから難民などの層が住む。ローマンタンを含むアッパームスタンは、ロ王国として2008年まではネパールの高度な自治地域で、国王は普段はカトマンズに住み、祭などの時にローマンタンに来ていた。
1991年秋にアッパームスタンが開放されたが、入域が制限されるほか、外国人が入域するには、ムスタンの文化の保護の為、10日あたり$700をネパール政府に支払わなければならない。

ローマンタン
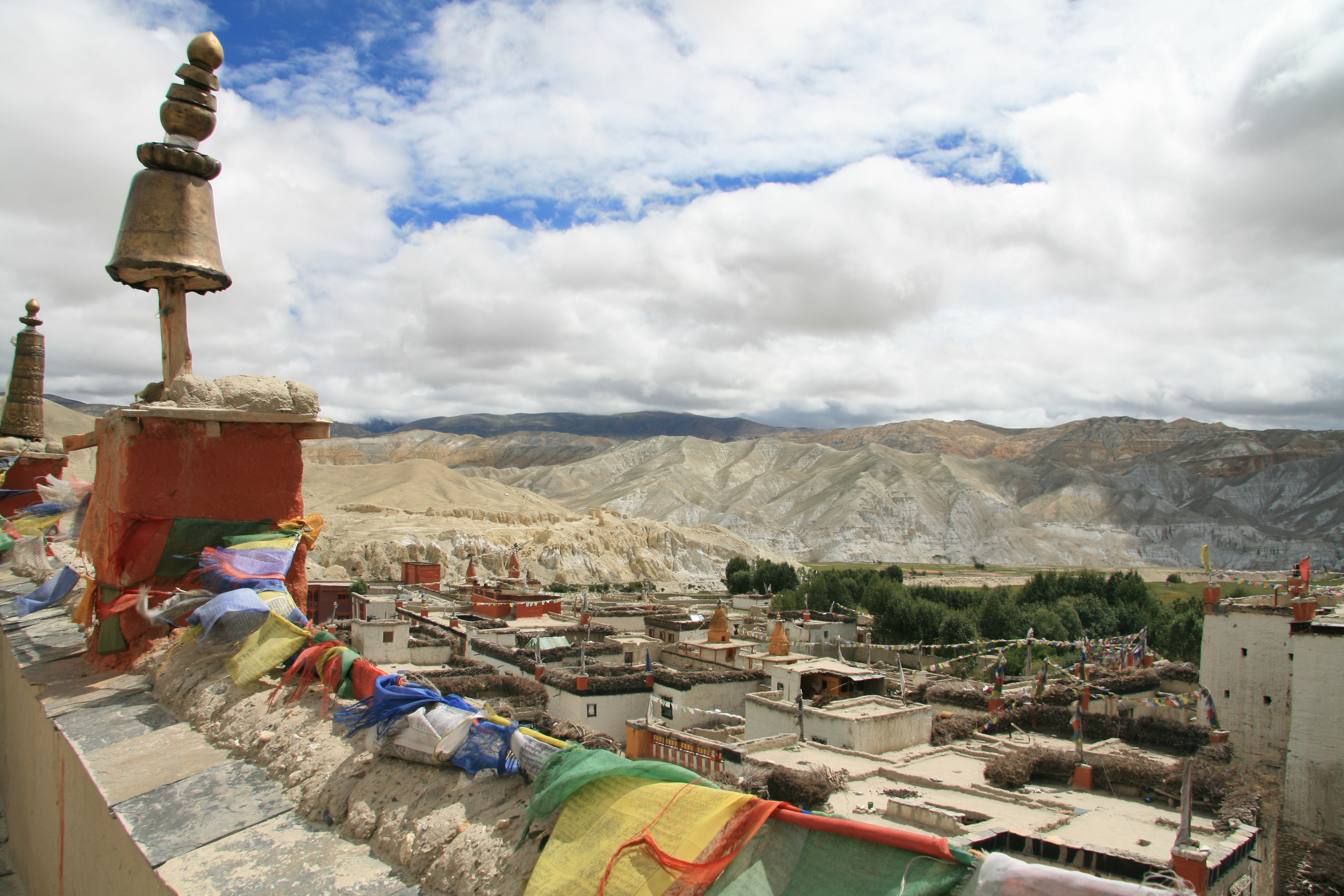
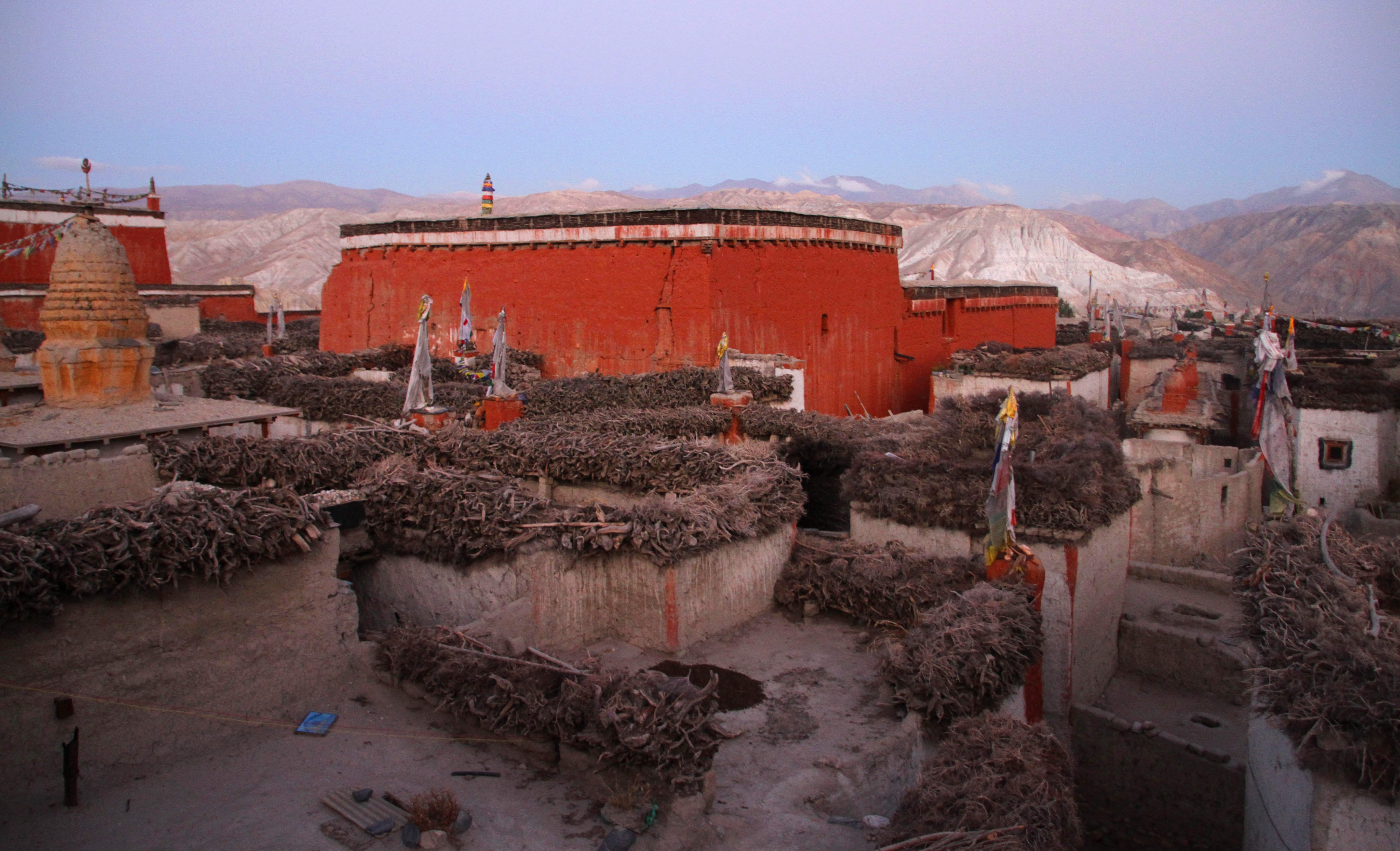
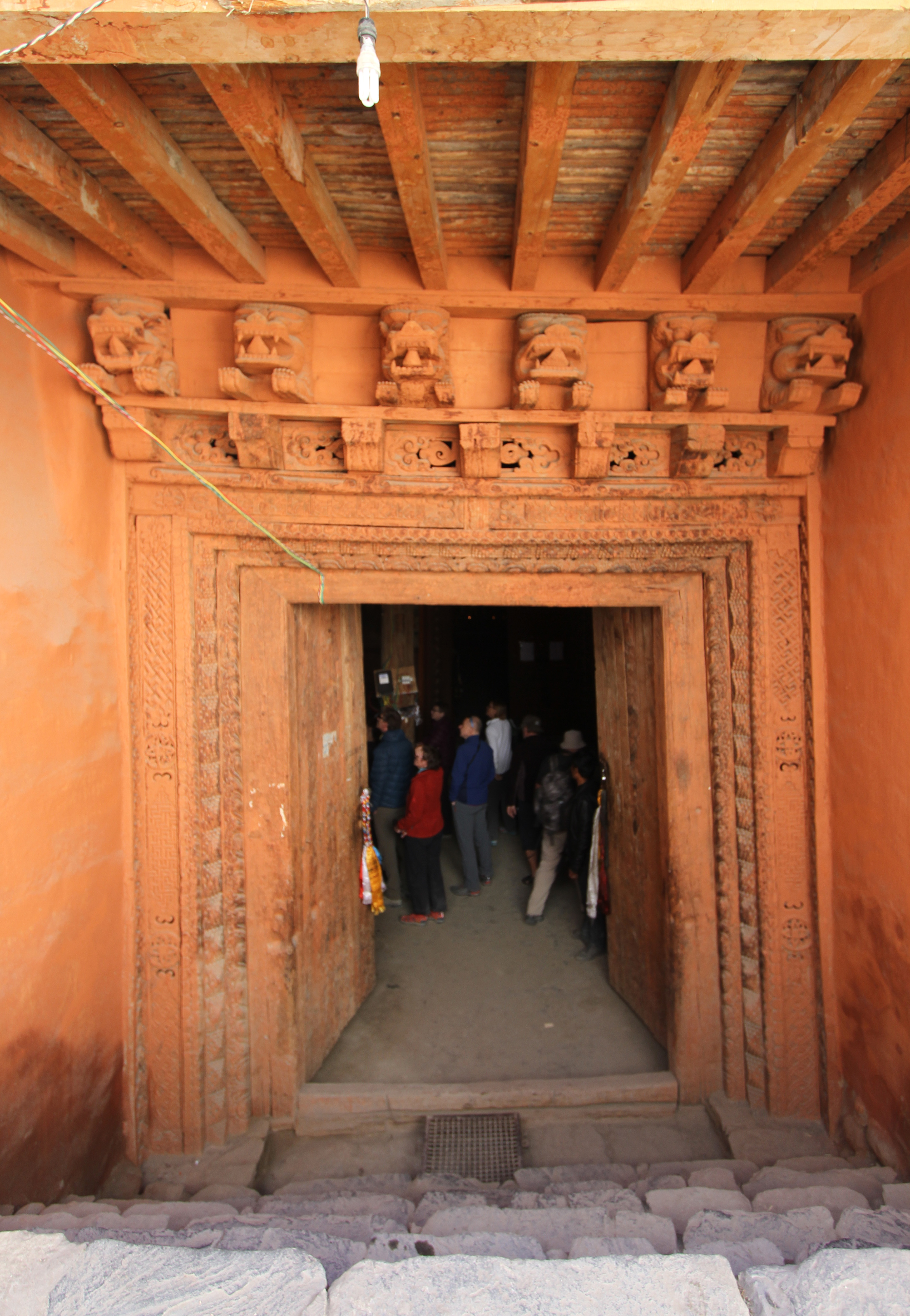
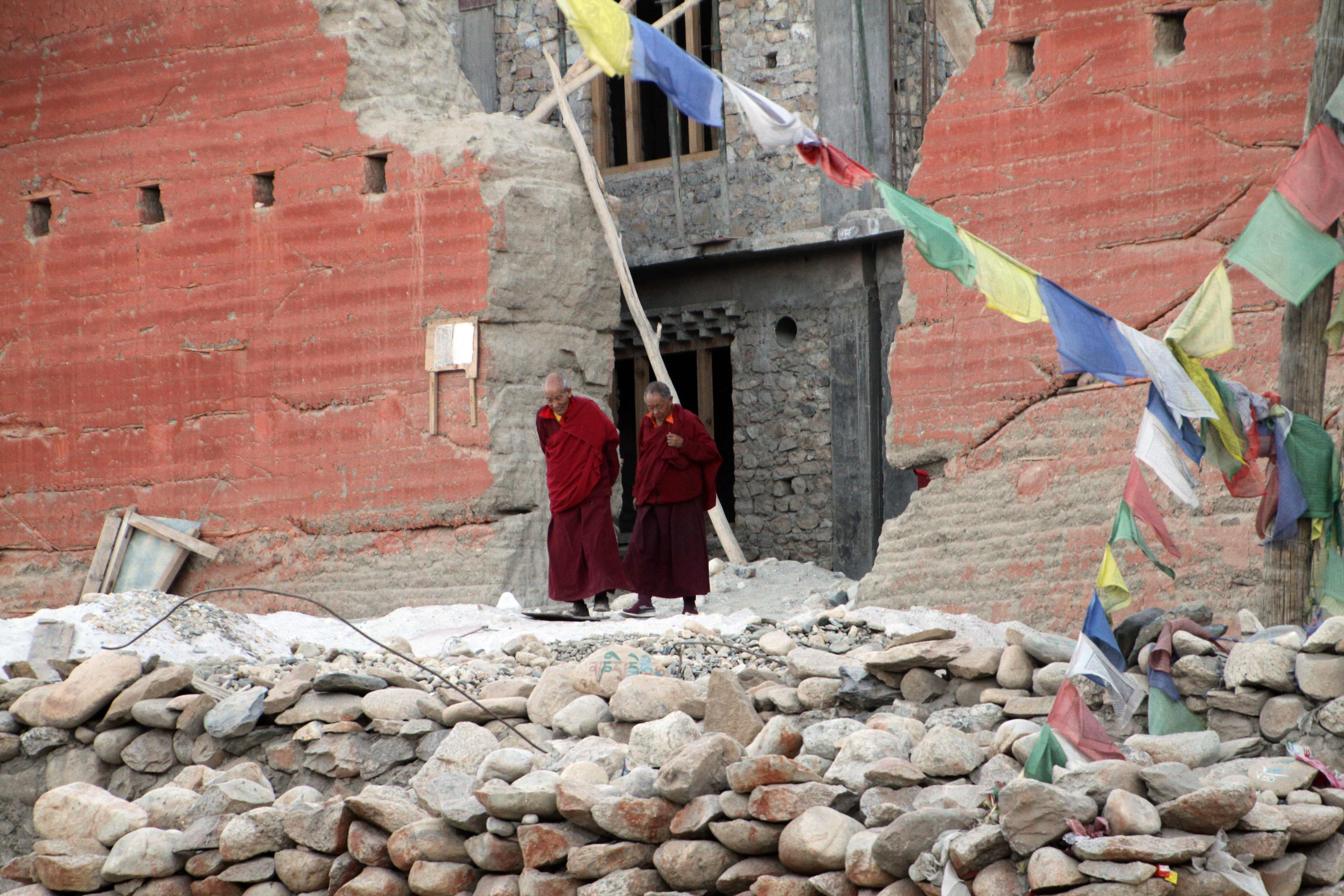
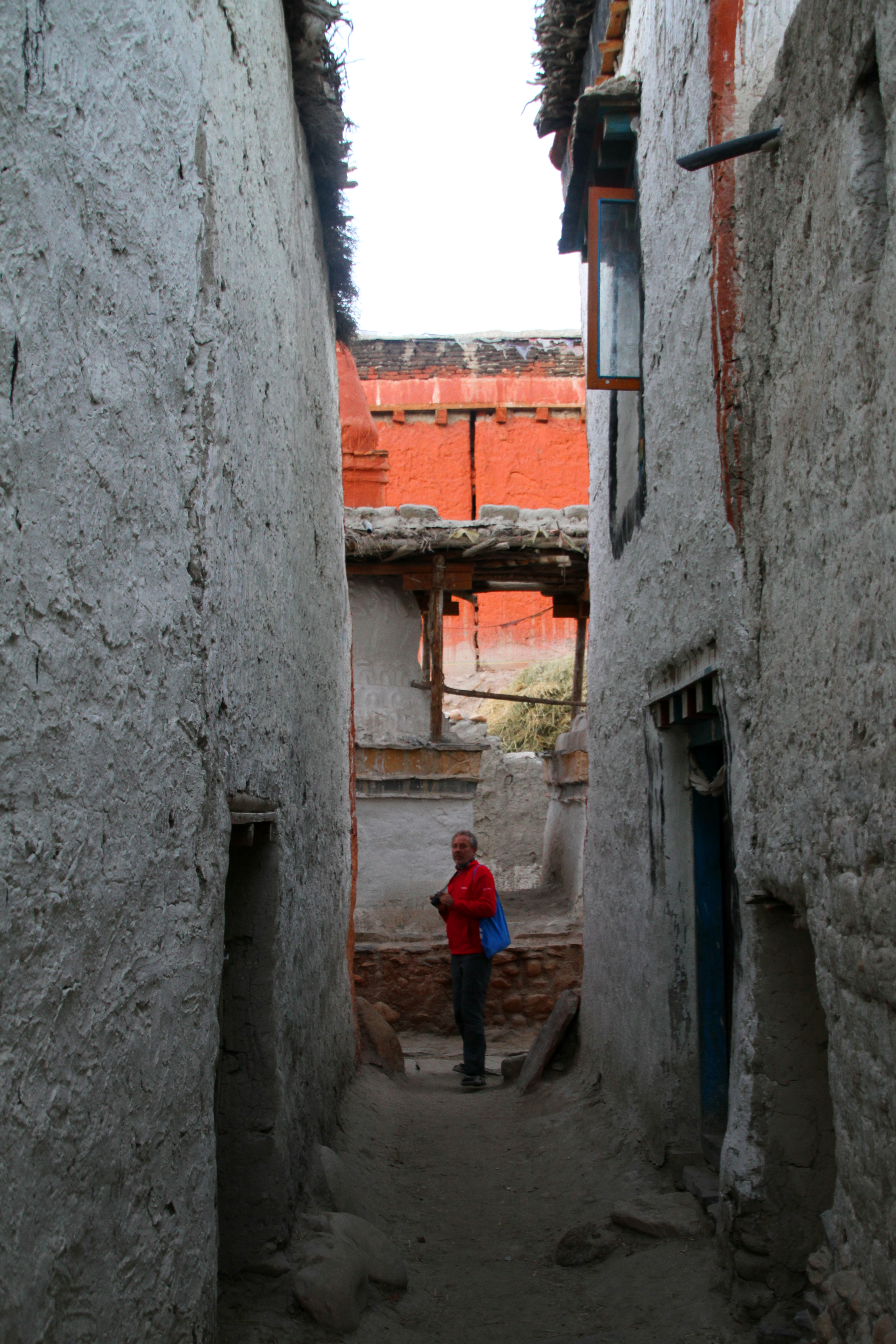
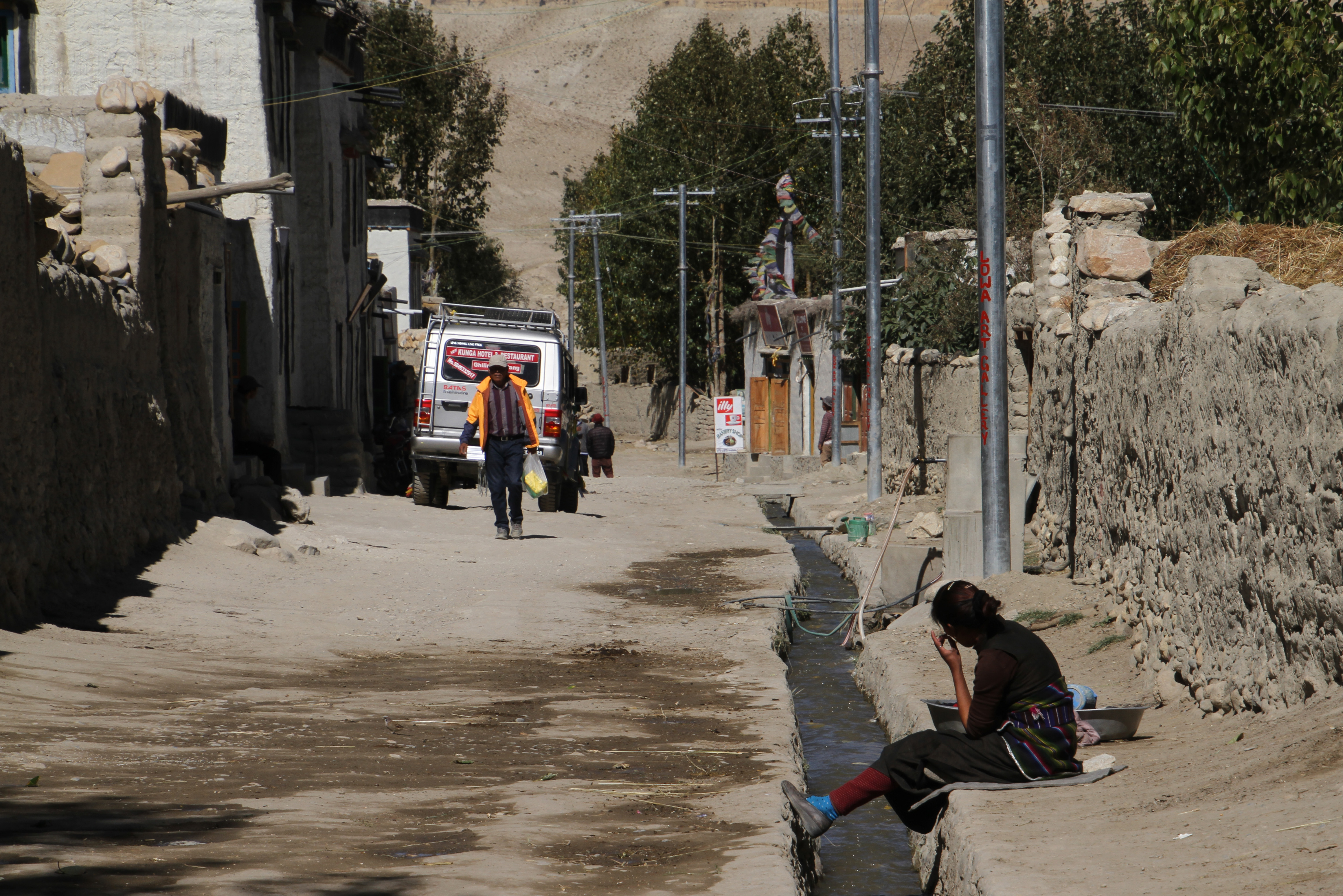
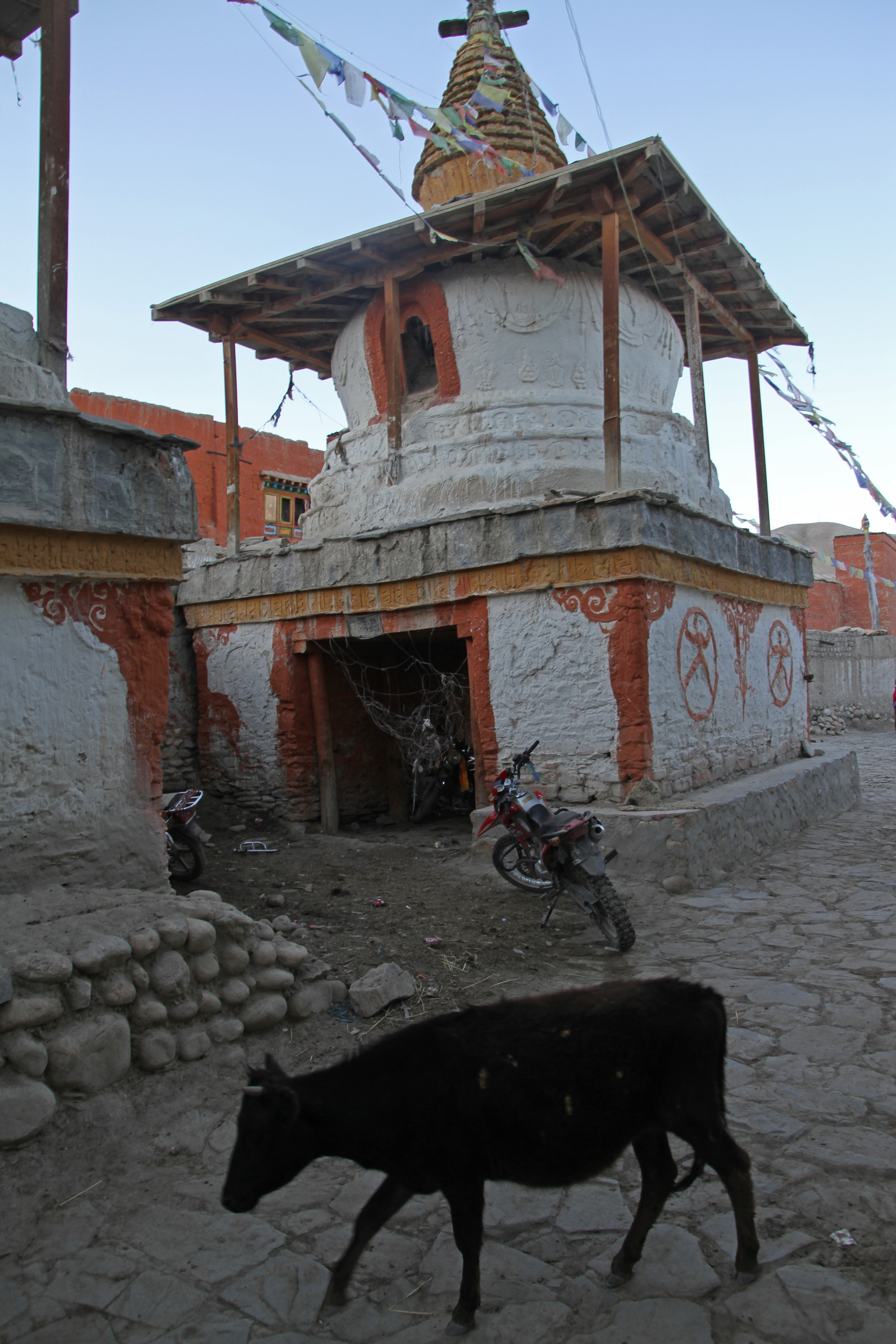
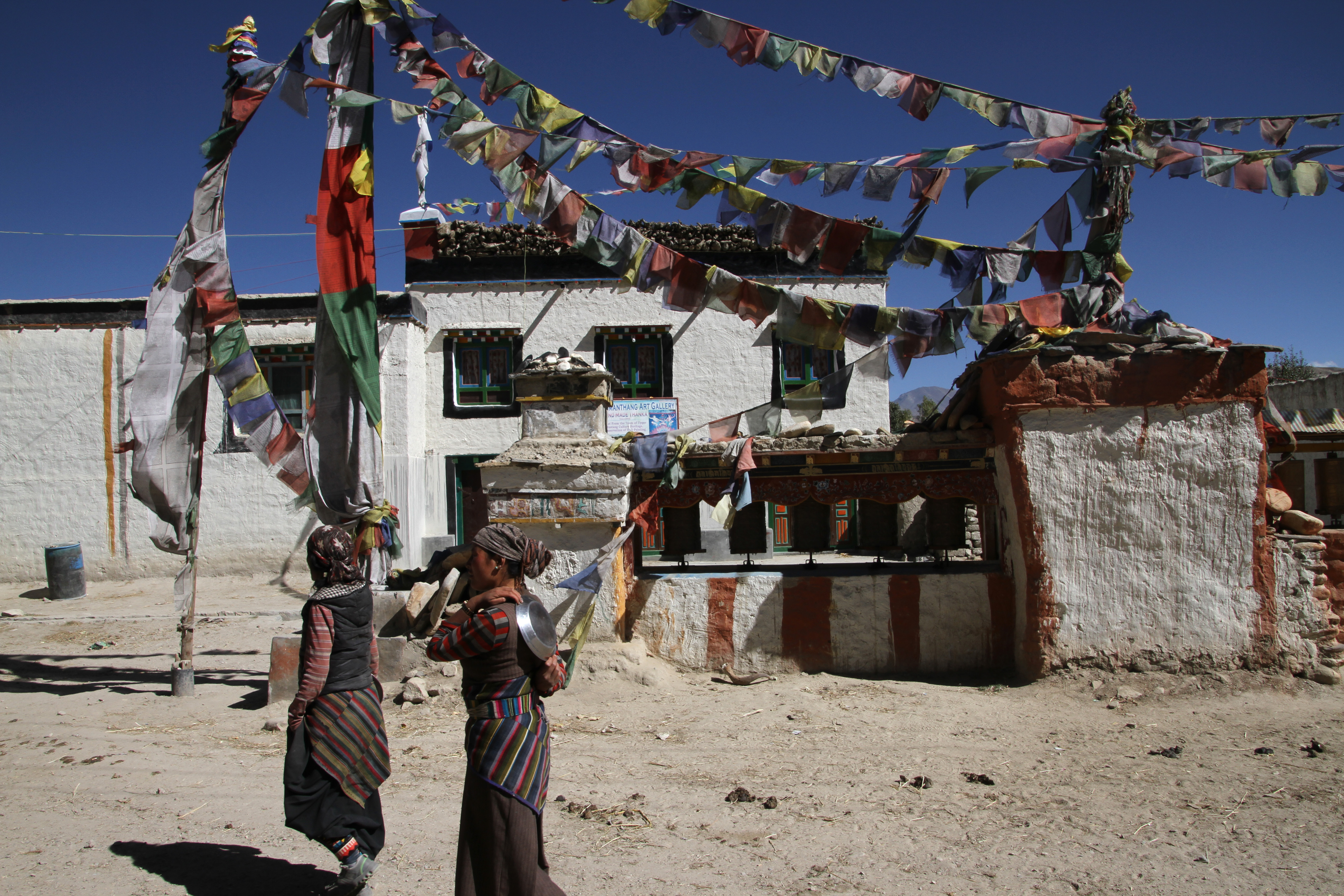